# Trebija
Trebija este o localitate din comuna Gorenja vas - Poljane, Slovenia, cu o populație de 149 de locuitori.